# Guy Ier de Vermandois
Guy Ier de Vermandois, mort après 986, est comte de Soissons dans la deuxième moitié du Xe siècle. Il est le probable fils d'Herbert II de Vermandois, comte de Vermandois, de Soissons et de Meaux, et de son épouse Adèle de France, elle-même fille du roi des Francs Robert Ier.
La vie de ce comte reste peu connue des historiens. Son nom apparait dans une charte de 974 du roi Lothaire en faveur de l'abbaye de Saint-Thierry près de Reims, ainsi que dans une autre du même roi, datée de 986, pour l'abbaye Saint-Éloi de Noyon et en mémoire de son neveu Ludolf de Vermandois, évêque de Noyon.
À l'instar de ses aïeuls, il fait partie des bienfaiteurs de l'abbaye du Mont-Saint-Quentin près de Péronne.
Au cours des années 980, il effectue le pèlerinage à Rome.
Il meurt après 986, et son fils Renaud Ier de Soissons lui succède en tant que comte de Soissons. Toutefois, ce dernier est encore mineur et c'est sa mère Adélaïde qui effectue la régence et porte le titre de comtesse, ainsi que le second époux de celle-ci Nocher Ier de bar-sur-Aube.

## Mariage et enfants
Il épouse une dame prénommée Adélaïde, fille d'un comte Giselbert non identifié, avec qui il a au moins un enfant :
- Renaud Ier de Soissons, qui succède à son père en tant que comte de Soissons ;
- peut-être Guy Ier de Soissons, archevêque de Reims de 1033 jusqu'à sa mort en 1055[3].

Après sa mort, sa veuve épousera en secondes noces en 992 le comte de Bar-sur-Aube Nocher Ier, avec qui elle aura d'autres enfants.

## Sources
- [Henrion 1837] Mathieu-Richard-Auguste Henrion, Histoire de France depuis l'établissement des Francs dans la Gaule jusqu'à nos jours, vol. 1, Paris, Bibliothèque ecclésiastique, 1837, sur books.google.fr (lire en ligne), p. 303.
- Christian Settipani, La Préhistoire des Capétiens (Nouvelle Histoire généalogique de l'auguste maison de France, vol. 1), Villeneuve-d'Ascq, éd. Patrick van Kerrebrouck, 1993, 545 p. (ISBN 978-2-95015-093-6).
- Étienne Pattou, « Maison de Vermandois » [PDF], sur racineshistoire.free.fr.
- (en) Charles Cawley, « Guy Ier de Vermandois », sur fmg.ac/MedLands (Foundation for Medieval Genealogy), Northern France.